# Trancu
Trancu este un nume de familie care provine de la cuvântul armenesc Tranig sau Trang, care înseamnă „sfetnic la curtea regelui”, având funcția de a păzi scaunul domnesc. Această funcție este întâlnită încă din secolul al V-lea, de pe vremea lui Movses Khorenați. În bibliografia scrierilor de acum 1500 de ani pot fi întâlnite nume precum Episcopul Tran și Tran Eret.